# Regiunea Magadan
Regiunea Magadan este o regiune de pe teritoriul Rusiei, situată în Siberia Orientală. Aceasta a fost înființată pe 3 decembrie 1953.